# You (singel Ayumi Hamasaki)
YOU – drugi singel Ayumi Hamasaki. Został wydany 10 czerwca 1998 oraz wydany ponownie 28 lutego 2001.

## Lista utworów

### CD (1998)
| Nr | Tytuł                    | Muzyka           | Aranżacja      | Czas |
| -- | ------------------------ | ---------------- | -------------- | ---- |
| 1. | "YOU"                    | Yasuhiko Hoshino | Akimitsu Homma | 4:48 |
| 2. | "YOU" (acoustic version) |                  |                | 5:01 |
| 3. | "YOU" (instrumental)     |                  |                | 4:45 |

### CD (2001)
| Nr | Tytuł                               | Czas |
| -- | ----------------------------------- | ---- |
| 1. | "YOU (Original Mix)"                | 4:48 |
| 2. | "YOU (Acoustic Version)"            | 5:01 |
| 3. | "Wishing (taku's CHEMISTRY MIX)"    | 4:44 |
| 4. | "YOU (MASTERS OF FUNK R&B REMIX)"   | 4:50 |
| 5. | "YOU (ORIENTA-RHYTHM CLUB MIX)"     | 6:08 |
| 6. | "YOU (Dub's Uplifting Mix)"         | 8:46 |
| 7. | "YOU (Original Mix -Instrumental-)" | 4:45 |

## Wystąpienia na żywo
- 6 czerwca 1998 – Utaban – "YOU"
- 19 czerwca 1998 – Music Station – "YOU"
- 20 czerwca 1998 – Pop Jam – "YOU"
- 25 grudnia 1998 – Music Station Super Live – "Depend on you" and "YOU"
- 14 grudnia 2002 – Ayuready? – "YOU"